# چارلتون اندروز
چارلتون اندروز (انگلیسی: Charlton Andrews؛ ‏ ۱ فوریهٔ ۱۸۷۸ – ۱۳ اوت ۱۹۳۹) نویسنده و آموزگار اهل ایالات متحده آمریکا بود.
وی مدرک کارشناسی خود را از دانشگاه دی‌پاو و کارشناسی ارشد را دانشگاه هاروارد دریافت نمود و به عنوان روزنامه‌نگار، آموزگار و نویسنده رمان مشغول به کار شد. بعدها او استاد دانشگاه ایالتی واشینگتن، دانشگاه نیویورک، مدرسه مهندسی تندن دانشگاه نیویورک و دبیرستان استایوسنت شد.
از فیلم‌هایی که در آن‌ها از آثار وی اقتباس شده‌است، می‌توان به شب بانوان در حمام اشاره نمود.